# Ataxia obtusa
Ataxia obtusa är en skalbaggsart som först beskrevs av Bates 1866.  Ataxia obtusa ingår i släktet Ataxia och familjen långhorningar. Inga underarter finns listade.